# Parastichtis suspecta
Parastichtis suspecta là một loài bướm đêm trong họ Noctuidae.

## Hình ảnh

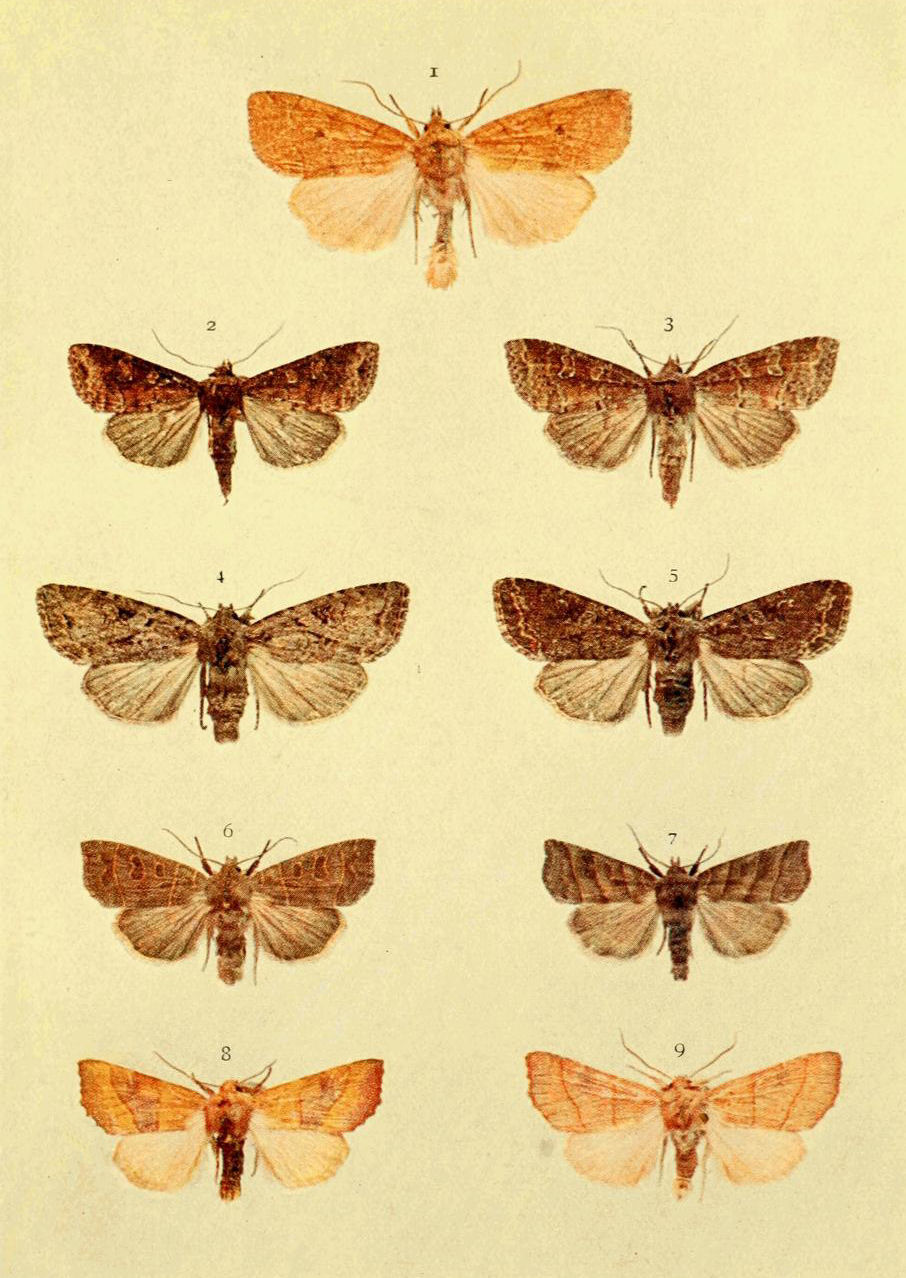
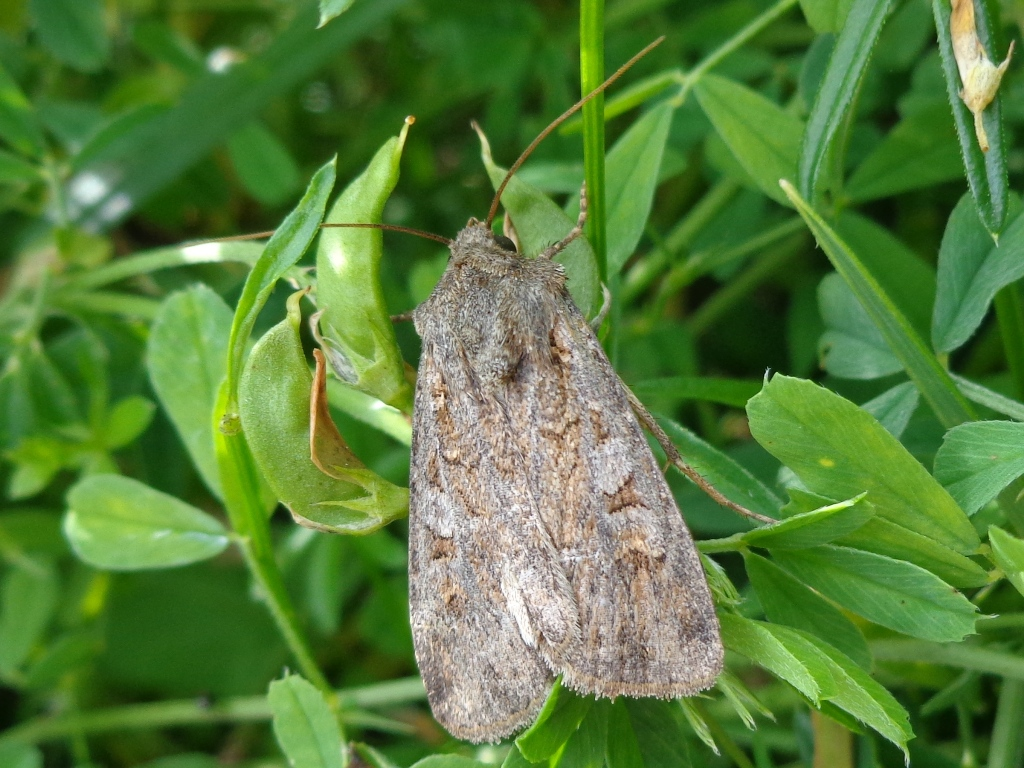